# Mérignac Handball
Actualités
Dernière mise à jour : 14 octobre 2024.
Le Mérignac Handball (abrégé MHB) est un club de handball français de la ville de Mérignac, situé dans le département de la Gironde, en région Nouvelle-Aquitaine. Réparti sur une filière féminine et masculine (plus de 400 licenciés), le club est surtout connu grâce à sa section féminine qui évolue en Championnat de France féminin de handball (1ère division) depuis 2019. La Salle Pierre de Coubertin de Mérignac est le fief historique des "Foudroyantes". Cependant, trop petite pour accueillir les grosses rencontres de Division 1, les Girondines évoluent également sur le parquet de la salle Jean Dauguet, à Bordeaux. Son équipe réserve dispute en 2021-2022 le championnat de Nationale 1 Féminine, deux niveaux en dessous de l'équipe fanion.
Le club a auparavant évolué 13 saisons en Championnat de France de division 1 entre 1992 et 2008 avant de la retrouver en 2019.

## Histoire
La section de handball du club omnisports du Sport athlétique mérignacais est créée en 1960. Avec l'arrivée de Dominique Trijoulet (du SPUC) comme joueuse puis entraîneuse, l'équipe féminine progresse et accède à la Division 1 en 1992. En 1999, Dominique Trijoulet est remplacée par Thierry Vincent.
En 2005, le club quitte le « SAM » et prend le nom de Mérignac Handball en devenant indépendant.
Après avoir connu ses années de gloire dans la fin des années 2000 en disputant le Championnat Français de 1ère Division et la Coupe d'Europe, le club est relégué en 2008 et évolue quelques saisons dans le haut de tableau de Deuxième Division Française.
Le club connait des hauts et de bas dans l'antichambre de la D1F. En 2016, le club communique sa volonté de retrouver l'élite à moyen terme et se donne les moyens de structurer et professionnaliser son organisation. Les recrutements sont ambitieux, tout comme le projet du club.
Le Mérignac Handball devient Champion de France D2F à l'issue de la saison 2017/2018. Grâce à une ultime victoire face au Saint Grégoire Rennes Métropole Handball, dans sa Salle Pierre de Coubertin, les Foudroyantes soulèvent le trophée. N'ayant pas le statut VAP (voie d'accession au professionnalisme) cette saison-là, le club repart à la rentrée pour une saison en D2F.
Toutefois, après avoir obtenu le statut VAP lors de l'intersaison 2018, le MHB réitère cette incroyable performance. Quatrièmes à l'issue de la saison régulière, les Foudroyantes restent invaincues lors des Playoffs 2019 et deviennent Championnes de France D2F 2019, le 18 mai 2019 à la suite de leur victoire face à la Stella Saint-Maur. Le Mérignac Handball retrouve l'élite du handball féminin, devenue la Ligue Butagaz Energie.
Pour son retour en première division, le MHB s'offre les services de Philippe Carrara avec pour objectif principal : le maintien. Le retour parmi les plus grands est difficile pour les mérignacaises qui connaissent une saison 2019-2020 très compliquée (19 défaites en 19 matchs) mais la survenue de la pandémie de Covid-19 met un terme à la saison : aucune relégation, Mérignac est maintenu.
La saison 2020-2021 est marquée par un changement d'entraîneur dès le mois de septembre et l'arrivée de Christophe Chagnard à la tête de l'équipe. Après une saison irrégulière, le MHB parvient toutefois à obtenir de justesse son maintien dans l'élite en devançant le Saint-Amand Handball.
Lors de la saison 2022-2023, le club est sanctionné d'un retrait de 9 points pour des irrégularités financières. Bien que la sanction est ramenée en appel à 5 points, le club est finalement relégué au terme de la saison. Mais en juillet, le HBC Celles-sur-Belle est rétrogradé administrativement, sans que le Mérignac Handball ne soit repêché : le Championnat a ainsi commencé à 13 équipes avant que le club girondin ne soit finalement repêché avec deux journées à rattraper. Mérignac terminera finalement la saison 2023-2024 à la dixième place.

## Palmarès
compétitions internationales
- coupe Challenge (C4)
  - finaliste en 2008
  - demi-finaliste en 2006

compétitions nationales
- troisième du championnat de France de Division 1 en 2000 et 2006
- demi-finaliste de la coupe de France en 2006
- champion de France de deuxième division (5) en 1996, 1999, 2009[10], 2018[11] et 2019

## Bilan saison par saison
| Saison    | Division | Rang |
| --------- | -------- | ---- |
| 1990-1991 | Div. 2   | ?    |
| 1991-1992 | Div. 2   | 2e   |
| 1992-1993 | Div. 1   | 8e   |
| 1993-1994 | Div. 1   | 10e  |
| 1994-1995 | Div. 1   | 10e  |
| 1995-1996 | Div. 2   | 1er  |
| 1996-1997 | Div. 1   | 5e   |
| 1997-1998 | Div. 1   | 9e   |
| 1998-1999 | Div. 2   | 1er  |
| 1999-2000 | Div. 1   | 3e   |
| 2000-2001 | Div. 1   | 4e   |
| 2001-2002 | Div. 1   | 5e   |

| Saison    | Division | Rang |
| --------- | -------- | ---- |
| 2002-2003 | Div. 1   | 5e   |
| 2003-2004 | Div. 1   | 10e  |
| 2004-2005 | Div. 1   | 5e   |
| 2005-2006 | Div. 1   | 3e   |
| 2006-2007 | Div. 1   | 5e   |
| 2007-2008 | Div. 1   | 8e   |
| 2008-2009 | Div. 2   | 1er  |
| 2009-2010 | Div. 2   | 6e   |
| 2010-2011 | Div. 2   | 9e   |
| 2011-2012 | Div. 2   | 6e   |
| 2012-2013 | Div. 2   | 2e   |
| 2013-2014 | Div. 2   | 6e   |

| Saison    | Division | Rang          |
| --------- | -------- | ------------- |
| 2014-2015 | Div. 2   | 10e           |
| 2015-2016 | Div. 2   | 9e            |
| 2016-2017 | Div. 2   | 8e            |
| 2017-2018 | Div. 2   | 1er           |
| 2018-2019 | Div. 2   | 1er           |
| 2019-2020 | Div. 1   | 12e           |
| 2020-2021 | Div. 1   | 13e           |
| 2021-2022 | Div. 1   | 10e           |
| 2022-2023 | Div. 1   | 13e (repêché) |
| 2023-2024 | Div. 1   | 10e           |
| 2024-2025 | Div. 1   | en cours      |

## Personnalités liées au club

### Présidents
Les présidents successifs du Mérignac Handball depuis 1960 sont :
- Jean-Claude Chambas : de 1960 à 1973
- Jean-Pierre Gimeno : de 1973 à 1994
- Jean-Claude Trarieux : de 1994 à 1997
- Jean-Luc Breysse : de 1997 à 2003
- Thierry Limeul : de 2003 à 2005
- Raymond Germain : de 2005 à 2006
- Serge David : de 2006 à 2010
- Francis Laubie et Pascal Latournerie : de 2010 à 2012
- Francis Laubie : de 2012 à 2014
- Hervé-Léopold Voinier : de 2014 à 2018
- Wilhelmine Maury : de 2018 à 2020
- Alexandre Zaug : depuis 2020 a 2024
- Laurent Marronneau et Lionel Abolivier (Co présidents) 2024 à

### Entraîneurs
- Dominique Trijoulet : entraîneuse jusqu'en 1999
- Thierry Vincent : entraîneur de 1999 à 2009
- inconnu : de 2009 à 2015
- Raphaël Benedetto : entraîneur de 2015 à 2019
- Philippe Carrara : entraîneur de 2019 à septembre 2020
- Christophe Chagnard : entraîneur depuis septembre 2020[12].

### Joueuses
Six joueuses du club se sont particulièrement distinguées :
- Stella Joseph-Mathieu : au club de 2004 à 2007, élue meilleure gardienne du championnat en 2006
- Paula Gondo : au club de 2002 à 2008, élue meilleure pivot du championnat en 2006
- Siraba Dembélé : au club de 2004 à 2008, élue meilleure espoir du championnat en 2006 et meilleure ailière gauche du championnat en 2008
- Noumia Zitiou : au club de ? à 2010, meilleure buteuse du championnat en 2005-2006 avec 129 buts marqués
- Nele Antonissen : au club de 2021 à 2024, meilleure buteuse du championnat en 2024 avec 188 buts
- Lylou Borg : au club depuis 2023, élue meilleure espoir du championnat en 2024

Parmi les autres joueuses ayant évolué au club, on trouve (par ordre chronologique) :
- Françoise Labarthette : de ? à 1994
- Dominique Trijoulet : de ? à 1994
- Stéphanie Cano : de 1991 à 2002
- Alexandra Hector : de 1996 à 2002
- Petra Beňušková : de ? à 2003
- Myriam Borg-Korfanty : de 2000 à 2003
- Gorica Aćimović : de 2003 à 2004
- Adeline Gaschet : de 2002 à 2006
- Stéphanie Moreau : de 1998 à 2001 et de 2004 à 2007
- Marion Maubon : de ? à 2007
- Alissa Gomis : de 2004 à 2008
- Marion Callavé : de ? à 2008
- Christianne Mwasesa : de 2008 à 2009
- Mayssa Pessoa : de déc. 2008 à 2009
- Jane Charbonnel : de ? à 2015
- Laure Lewille : de 2014 à 2016
- Élodie Mambo : de 2006 à 2008 et de 2009 à 2017
- Nimétigna Keita : de 2004 à 2007 et de 2015 à 2019
- Audrey Bruneau : de 2017 à 2020
- Nely Carla Alberto : de 2018 à 2020
- Sanne van Olphen : de 2019 à 2021
- Stine Svangård : de 2019 à 2021
- Wendy Obein : de 2019 à 2021
- Audrey Deroin : de 2018 à 2023
- Julie Dazet : de 2019 à 2024

## Historique du logo

Ancien logo.
Logo actuel.
Logo alternatif.